# شواینیتس
شواینیتس (به آلمانی: Schweinitz) یک منطقهٔ مسکونی در آلمان است که در موکرن واقع شده‌است. شواینیتس ۲۸۷ نفر جمعیت دارد.